# 玛丽·巴什基尔采夫
瑪麗·巴什基爾采夫（Marie Bashkirtseff，瑪麗亞·康斯坦丁諾夫娜·巴什基爾采娃，1858年11月12日—1884年10月31日）是俄羅斯移民至法國的藝術家，在巴黎的朱利安學院學習繪畫，25歲時死於結核病。最著名的作品是「The Meeting」和「In the Studio」。

## 外部連結
- Marie Bashkirtseff的作品  - 古騰堡計劃
- 互联网档案馆中玛丽·巴什基尔采夫的作品或与之相关的作品
- Unpublished diary leaves, held at the Getty Research Institute （页面存档备份，存于）